# Region Kinki
Region Kinki (jap. 近畿地方 Kinki-chihō) – region ekonomiczny w środkowo-zachodniej części wyspy Honsiu w Japonii, obejmujący prefektury Nara, Wakayama, Mie, Kioto, Osaka, Hyōgo i Shiga. Przejął rolę dawnego regionu Kinai, a jego nazwa oznacza w języku japońskim „stolicę i otaczające ją tereny”.
Współcześnie jest często utożsamiany z kulturowym regionem Kansai, który zajmuje zbliżony obszar, jednak nie ma ściśle określonych granic. Termin Kinki jest używany w nazwach organów administracyjnych, natomiast mieszkańcy tego regionu częściej używają nazwy Kansai.

## Demografia
| Prefektura   | Populacja (stan na 01.10.2015) |
| ------------ | ------------------------------ |
| Osaka        | 8 839 469                      |
| Hyōgo        | 5 534 800                      |
| Kioto        | 2 610 353                      |
| Mie          | 1 815 865                      |
| Shiga        | 1 412 916                      |
| Nara         | 1 364 316                      |
| Wakayama     | 963 579                        |
| Region Kinki | 22 541 298                     |